# ジエチルカルバマジン
ジエチルカルバマジン（Diethylcarbamazine；DEC）は、リンパ系フィラリア症、熱帯性肺好酸球症、ロア糸状虫症などのフィラリア症の治療に使用される薬物である。また、リスクの高い場合のロア糸状虫症予防にも使用される事がある。オンコセルカ症（河川盲目症）にも使用されているが、イベルメクチンが優先される。経口投与される。
一般的な副作用は、瘙痒、顔面腫脹、頭痛、疲労感等である。その他の副作用としては、視力低下、眩暈等が挙げられる。妊娠中の治療薬として推奨されており、胎児にも安全であると思われるが、世界保健機関（WHO）は、可能な限り妊娠後まで治療を待つことを勧めている。
ジエチルカルバマジンは、1947年に発見された。WHOの必須医薬品リストに掲載されている。日本では1951年2月より販売されている:表紙。米国では市販されていないが、疾病管理予防センターから入手できる。

## 効能・効果
- フィラリアの駆除

DECは、Wuchereria bancrofti、Brugia malayi、Brugia timori の感染によるリンパ系フィラリア症、ロア糸状虫症、熱帯性肺好酸球症などのフィラリア症の患者の治療に適応される。フィラリア科寄生虫症であるオンコセルカ症にも有効である。
DECは、現在もリンパ系フィラリア症やロア糸状虫症患者の治療の中心的な存在である。また、DECはイヌの心臓病の予防にも使用されている。
現在、WHOはフィラリアのミクロフィラリアに感染している患者や、フィラリア症流行地での感染抑制のためにDECの処方を推奨している。
心臓病、胃腸病、アレルギー等の既往歴がある場合には禁忌とされる[要出典医学]。
インドや中国では、リンパ系フィラリア症対策として、食塩にジエチルカルバマジンが添加されている。

## 副作用
重大な副作用は、過敏症状（発熱、リンパ節腫脹、陰嚢腫脹、浮腫、瘙痒、悪寒、疝痛、筋肉痛、皮疹、皮膚炎、アレルギー性脳炎等）である。眼に症状が発生すると、失明に至る危険がある。

## 作用機序
DECは、ミクロフィラリアにおけるアラキドン酸代謝を阻害する。これにより、ミクロフィラリアは自然免疫の攻撃を受け易くなるが、寄生虫を完全に殺す事は出来ない。

## 参考資料
1. 1 2 3  “Our Formulary Infectious Diseases Laboratories CDC”. www.cdc.gov (2016年9月22日). 2016年12月16日時点のオリジナルよりアーカイブ。2016年12月7日閲覧。
2. 1 2   WHO Model Formulary 2008. World Health Organization. (2009). p. 91. hdl:10665/44053. ISBN 9789241547659
3. 1 2 3  “Diethylcarbamazine Advanced Patient Information - Drugs.com”. www.drugs.com. 2016年12月20日時点のオリジナルよりアーカイブ。2016年12月8日閲覧。
4. ↑  Sweet, Richard L.; Gibbs, Ronald S. (2009) (英語). Infectious Diseases of the Female Genital Tract. Lippincott Williams & Wilkins. p. 382. ISBN 9780781778152.  オリジナルの2017-09-10時点におけるアーカイブ。
5. ↑  Herbert-Ashton, Marilyn; Clarkson, Nancy Elaine (2005) (英語). Quick Look Nursing: Pharmacology. Jones & Bartlett Learning. p. 48. ISBN 9780763735951.  オリジナルの2017-09-10時点におけるアーカイブ。
6. ↑  Busvine, James (2012) (英語). Disease Transmission by Insects: Its Discovery and 90 Years of Effort to Prevent it. Springer Science & Business Media. p. 260. ISBN 9783642457166.  オリジナルの2017-09-10時点におけるアーカイブ。
7. ↑  Hewitt, Redginal; Wallace, Wyeth; White, Elizabeth; SubbaRow, Y. (1948). “The Treatment of Ascariasis in Dogs with 1-Diethylcarbamyl-4-Methylpiperazine Hydrochloride”. The Journal of Parasitology 34 (3):  237–239. doi:10.2307/3273270. JSTOR 3273270. PMID 18867399.
8. ↑  Kamath, Priyanka; Shenoy, K. Ashok (2013). “Yellapragada Subba Rao: The Unsung Hero”. Muller Journal of Medical Sciences and Research 4 (2):  130–132. doi:10.4103/0975-9727.118248.
9. ↑   World Health Organization model list of essential medicines: 21st list 2019. Geneva: World Health Organization. (2019). hdl:10665/325771. WHO/MVP/EMP/IAU/2019.06. License: CC BY-NC-SA 3.0 IGO
10. ↑  “スパトニン錠50mg インタビューフォーム”. 2022年1月15日閲覧。
11. ↑   WHO: Unfulfilled potential: using diethylcarbamazine-fortified salt to eliminate lymphatic filariasis
12. ↑  “スパトニン錠50mg 添付文書”. www.info.pmda.go.jp. 2022年1月15日閲覧。
13. ↑  El-Shahawi, G. A.; Abdel-Latif, M; Saad, A. H.; Bahgat, M (2010). “Setaria equina: In vivo effect of diethylcarbamazine citrate on microfilariae in albino rats”. Experimental Parasitology 126 (4):  603–10. doi:10.1016/j.exppara.2010.06.022. PMID 20599991.